# (24946) Foscolo
(24946) Foscolo est un astéroïde de la ceinture principale.

## Description
(24946) Foscolo est un astéroïde de la ceinture principale. Il fut découvert le 1er juillet 1997 à Colleverde par Vincenzo Silvano Casulli. Il présente une orbite caractérisée par un demi-grand axe de 2,69 UA, une excentricité de 0,19 et une inclinaison de 12,3° par rapport à l'écliptique.

## Compléments